# Ursula Grobler
Ursula Grobler, född 6 februari 1980, är en sydafrikansk roddare.
Grobler tävlade för Sydafrika vid olympiska sommarspelen 2016 i Rio de Janeiro, där hon tillsammans med Kirsten McCann slutade på 5:e plats i lättvikts-dubbelsculler.